# Думанів
Ду́манів — село в Україні, у Гуменецькій сільській територіальній громаді Кам'янець-Подільського району Хмельницької області.

## Назва
Місцева легенда про походження назви села засвідчує:
| | \| «Чумаки подорожували в Крим по сіль. Дорога їх вела по шляху з півночі на південь по Білецькому шляху, який проходив по полях біля села. Вздовж шляху не було питної води. Зустрічались рутки з стоячою водою і чумаки в пошуках питної води добрались до берегів річки Смотрич. Тут вони і натрапили на святу, влітку льодяну, а взимку не замерзаючу воду, чисту як сльоза. З цією водою вони не змогли зрівняти жодне джерело, яке зустрічали по дорозі. Це джерело і привабило їх. Слава про нього пішла по всьому Поділлі. Чумацький шлях проходив біля цього джерела. Чумаки завжди робили зупинку біля нього. Так спочатку і появилась над річкою Смотрич біля джерела з святою водою перша корчма. Багатьом чумакам подобалась мальовнича місцевість, не могли вони залишити це чудове місце і більше не з'являтись. Цілюще джерело тягнуло їх до себе і деякі чумаки залишились. Довго чумаки думали, де саме їм поселитись, і вирішили корчму перенести на друге місце, серед лісу. Біля корчми побудували два будинки, не так просто було поселитись в не заселеній місцевості. Навколо красиві лісові місця, серед лісів степи з лікарськими травами, річка, джерело з святою водою. Довго чумаки міркували, думали, гадали. сперечались, згоджувались, розходились в рішеннях і врешті прийшли до єдиної думки і придумали… Селище отримало назву Думанів, що означає місце, про яке довго думали». \| |
| «Чумаки подорожували в Крим по сіль. Дорога їх вела по шляху з півночі на південь по Білецькому шляху, який проходив по полях біля села. Вздовж шляху не було питної води. Зустрічались рутки з стоячою водою і чумаки в пошуках питної води добрались до берегів річки Смотрич. Тут вони і натрапили на святу, влітку льодяну, а взимку не замерзаючу воду, чисту як сльоза. З цією водою вони не змогли зрівняти жодне джерело, яке зустрічали по дорозі. Це джерело і привабило їх. Слава про нього пішла по всьому Поділлі. Чумацький шлях проходив біля цього джерела. Чумаки завжди робили зупинку біля нього. Так спочатку і появилась над річкою Смотрич біля джерела з святою водою перша корчма. Багатьом чумакам подобалась мальовнича місцевість, не могли вони залишити це чудове місце і більше не з'являтись. Цілюще джерело тягнуло їх до себе і деякі чумаки залишились. Довго чумаки думали, де саме їм поселитись, і вирішили корчму перенести на друге місце, серед лісу. Біля корчми побудували два будинки, не так просто було поселитись в не заселеній місцевості. Навколо красиві лісові місця, серед лісів степи з лікарськими травами, річка, джерело з святою водою. Довго чумаки міркували, думали, гадали. сперечались, згоджувались, розходились в рішеннях і врешті прийшли до єдиної думки і придумали… Селище отримало назву Думанів, що означає місце, про яке довго думали». | |

## Географія
Село Думанів розташоване за 21 кілометр від Кам’янця-Подільського на обох берегах річки Смотрич. На відстані 5 кілометрів від центру села проходить автомобільний шлях територіального значення Т 2321. На північ від Думанова знаходиться вздовж річки Циківський заказник. Село ділиться на декілька неофіційних районів: Мазурівка, Містечок, Кавунівка та Лінія. Площа населеного пункту – трохи більше як 206 га.

### Клімат
Думанів знаходяться в межах вологого континентального клімату із теплим літом, але діяльність людини призводить до екоциду, поганих змін та глобального потепління. Рівень наповнення річок водою по області становить лише 20 % від необхідного стандарту, значна частина земної поверхні стає посушливою. Для покращення ситуації варто було б проводити ревайлдинг, відновлювати екосистеми та лісові насадження.

## Історія
Перша згадка про село в документах — 1412 рік, під назвою «Доманів», коли, як зазначає Юхим Сіцінський, було зроблено обмін королівського села Вербки на Думанів.
1515 році село Думанів згадується, коли кам’янецькі міщани подали скаргу Сигізмунду І на місцевих феодалів, які забороняли їм користуватися лісовими угіддями кам’янецького повіту, в тому числі й Думанівським лісом.
У 1735 році шляхтич Юзеф Коритовський гербу Мора отримав правом «доживоття» села Доманів, Лисець, Княже у Кам'янецькому повіті.
Церква святого Георгія відома з 1735 року – дерев’яна, крита соломою. В 1744 році збудована нова дерев’яна триверха споруда, ця церква розібрана в 1875 році. В 1860 – 1865 роках збудовано нову невелику дерев’яну одно-поверху церкву.
Внаслідок поразки Перших визвольних змагань на початку XX століття, село надовго окуповане російсько-більшовицькими загарбниками.
Радянська окупація принесла колективізацію та розкуркулення, селяни зазнали репресій.
В 1932–1933 селяни села пережили сталінський геноцид.
По закінченню Другої світової війни у 1946—1947 роках мешканці села вчергове пережили голод.
З 24 серпня 1991 року село входить до складу незалежної України.
В 2012 році село святкувало свої 600 років, від першої згадка.
13 серпня 2015 року внаслідок об'єднання сільських рад село ввійшло до складу Гуменецької сільської громади. Об'єднання в громаду має створити умови для формування ефективної і відповідальної місцевої влади, яка зможе забезпечити комфортне та безпечне середовище для проживання людей.

## Населення
За переписом населення України 2001 року в селі мешкало 895 осіб.
Згідно перепису 2015 року селі проживало 781 особа, населення села скоротилось на 12,74 % порівняно зі 2001 роком.

### Мова
У селі поширені західноподільська говірка та південноподільська говірка, що відносяться до подільського говору, який належить до південно-західного наріччя.
Розподіл населення за рідною мовою за даними перепису 2001 року:
| Мова       | Відсоток |
| ---------- | -------- |
| українська | 99,11 %  |
| російська  | 0,67 %   |
| білоруська | 0,11 %   |

## Відомі люди

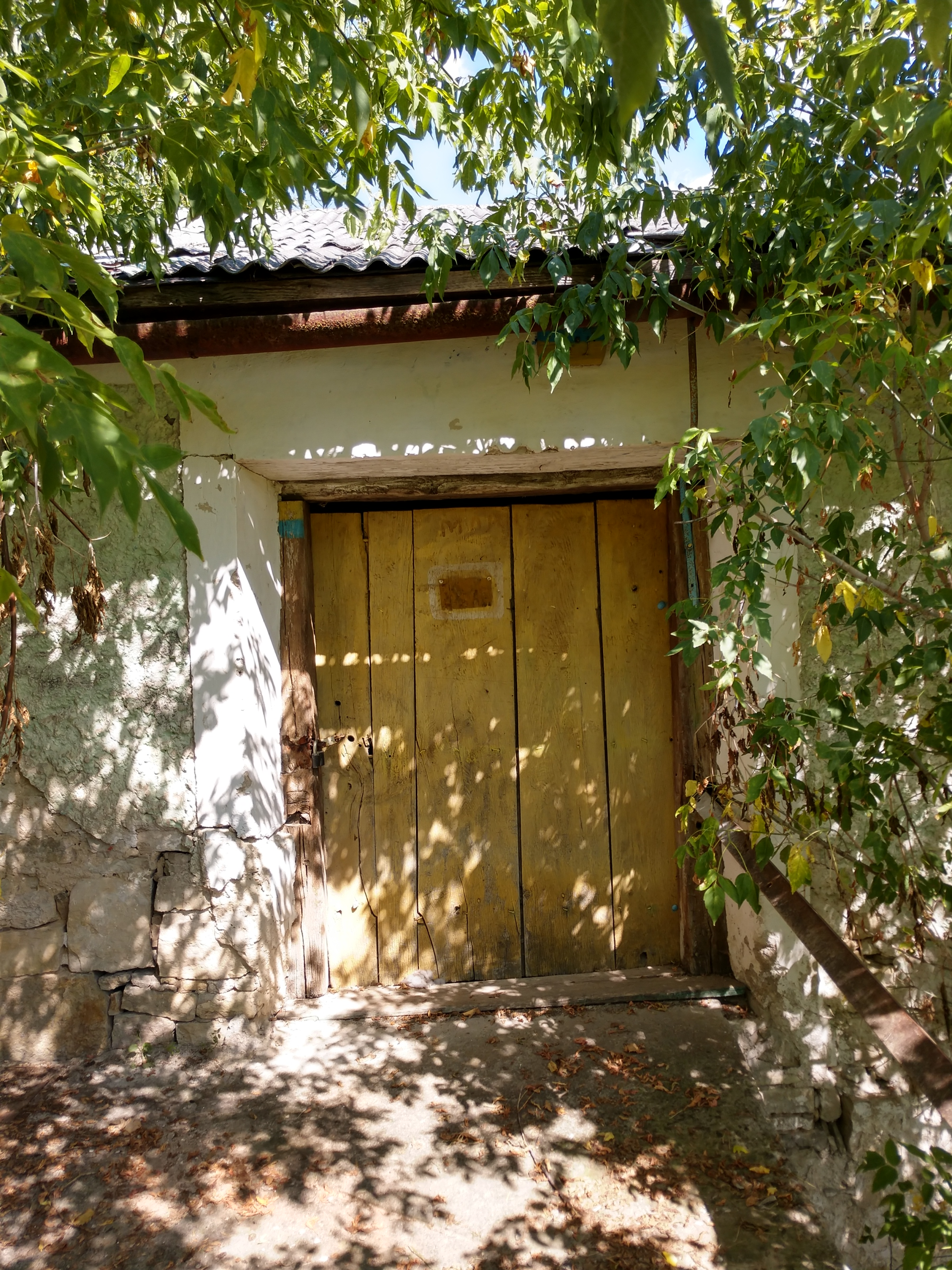
Двері старого млина

### Народились
- Маріуш Заруський — польський громадський діяч, фотограф, художник, поет і письменник, моряк, яхтсмен і мандрівник, підпільник, політичний висланець, легіонер, улан, бригадний генерал польської армії і ад'ютант президента Республіки Польща, альпініст, спелеолог, рятувальник, інструктор і популяризатор лижного спорту та гірського туризму, а також атлет.
- Волошина Ніла Йосипівна — український науковець у галузі методики викладання літератури, докторка педагогічних наук, професорка, член-кореспондентка Академії педагогічних наук України, заслужена діячка науки і техніки України, заступниця голови спеціалізованої вченої ради Інституту педагогіки АПН України із захисту кандидатських дисертацій з теорії і методики навчання української мови, української та зарубіжної літератури, головна редакторка часопису «Українська література в загальноосвітній школі» (1999—2010).
- Сушицький Станіслав Миколайович — українець (за іншими даними поляк), уродженець села Думанів, освіта початкова, позапартійний, селянин-одноосібник. Арештований за порушення кордону, шпигунство. Розстріляний в урочищі Сандармох, реабілітований військовою прокуратурою ПрикВО 30.01.1990 (Спр. П-24682).

### Проживали, перебували
- Анісюткін Микола Кузьмович — російський археолог, проводив археологічні розвідки в селах Кам'янець-Подільського району: Думанів, Нігин, Вербка.

## Охорона природи
Село лежить у межах національного природного парку «Подільські Товтри».

## Галерея

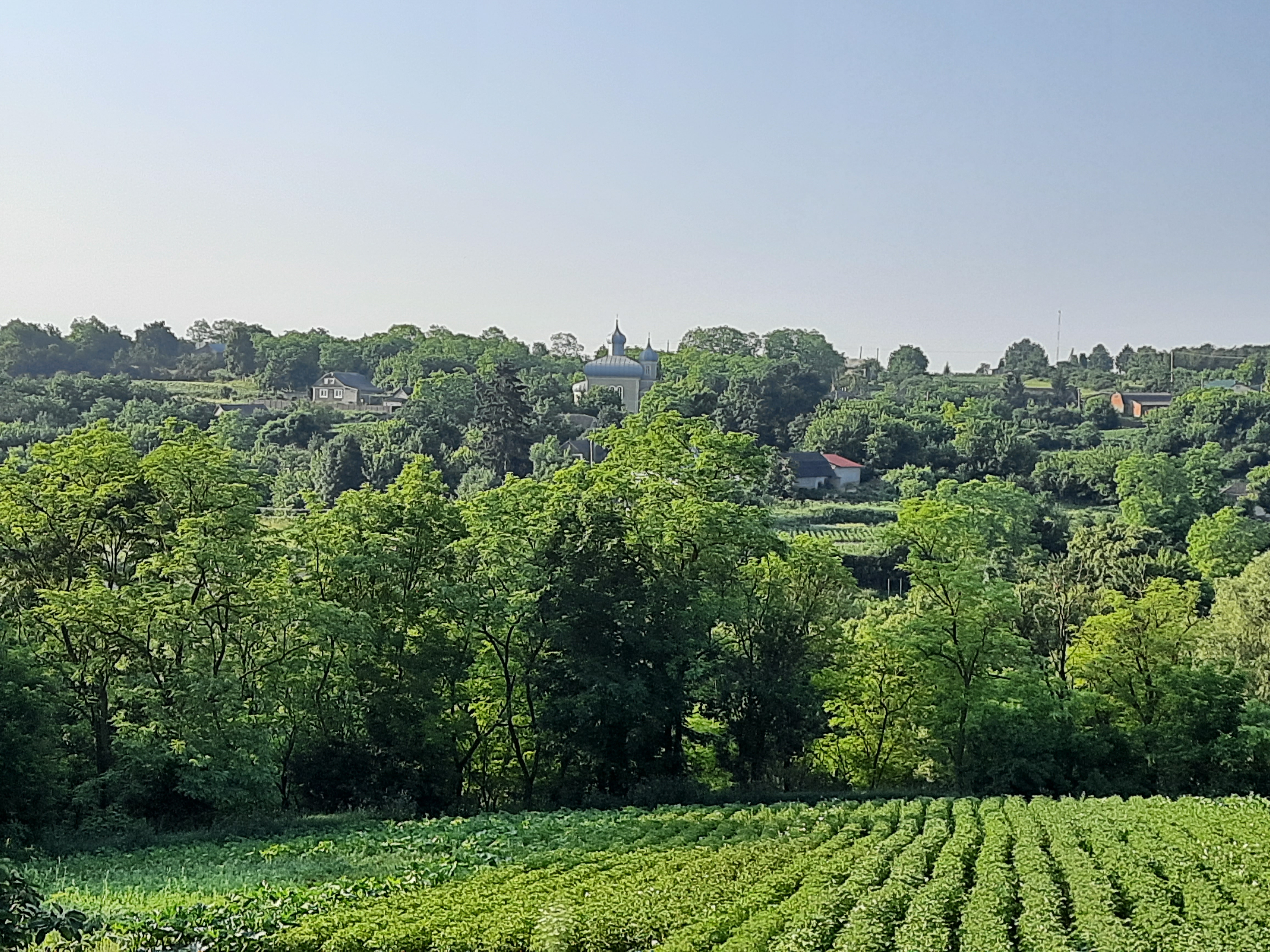
Панорама села
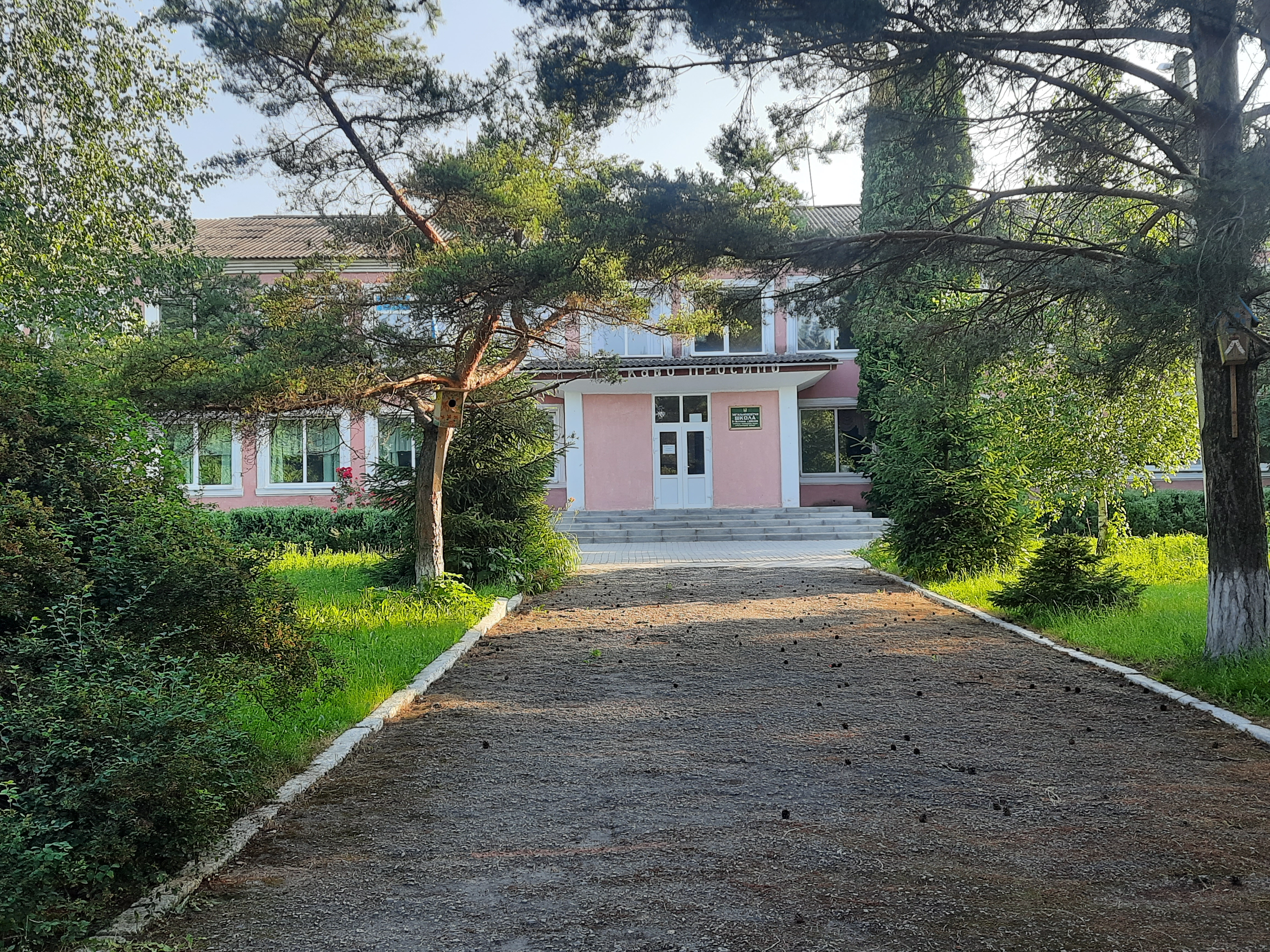
Школа
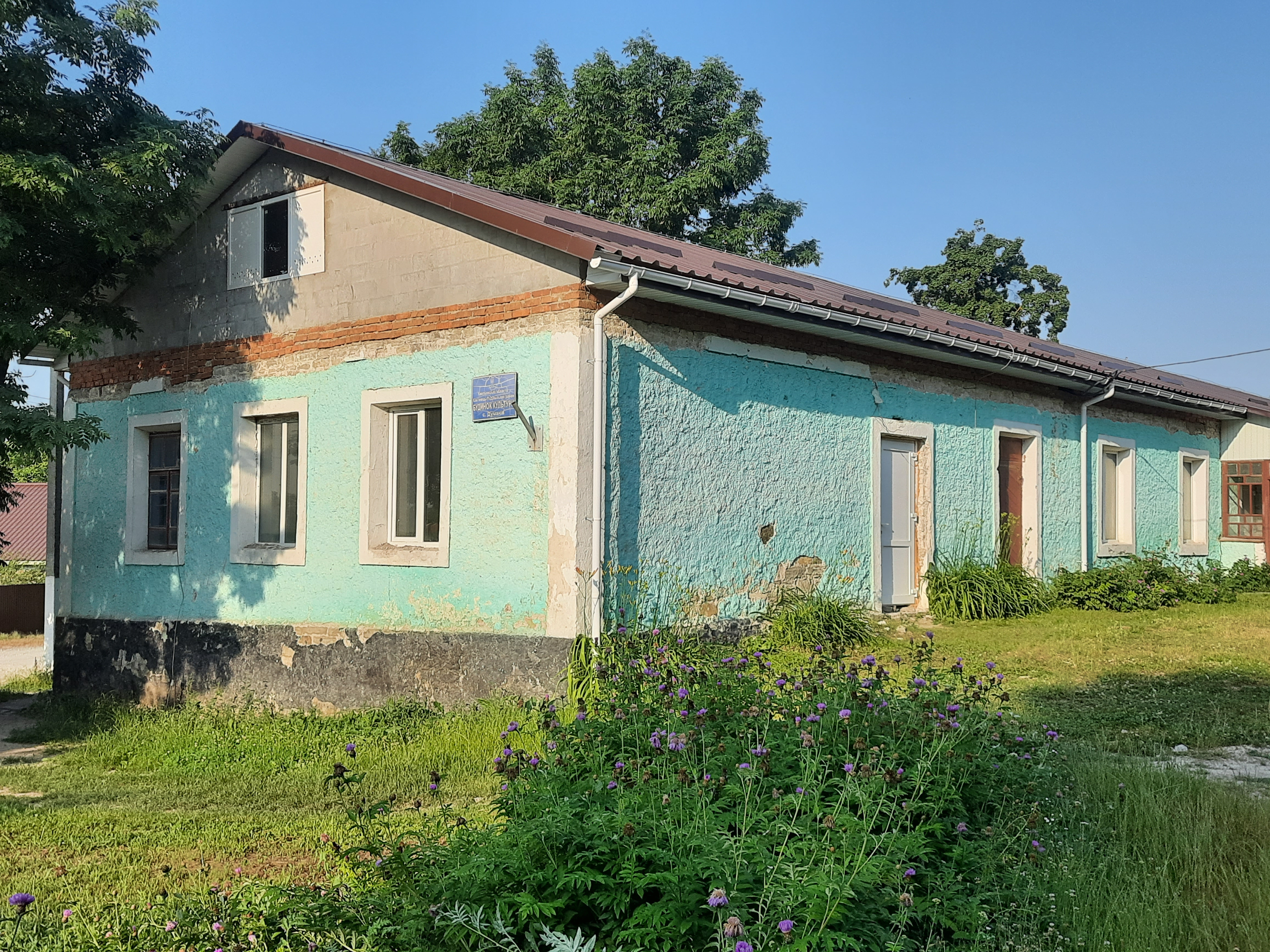
Клуб
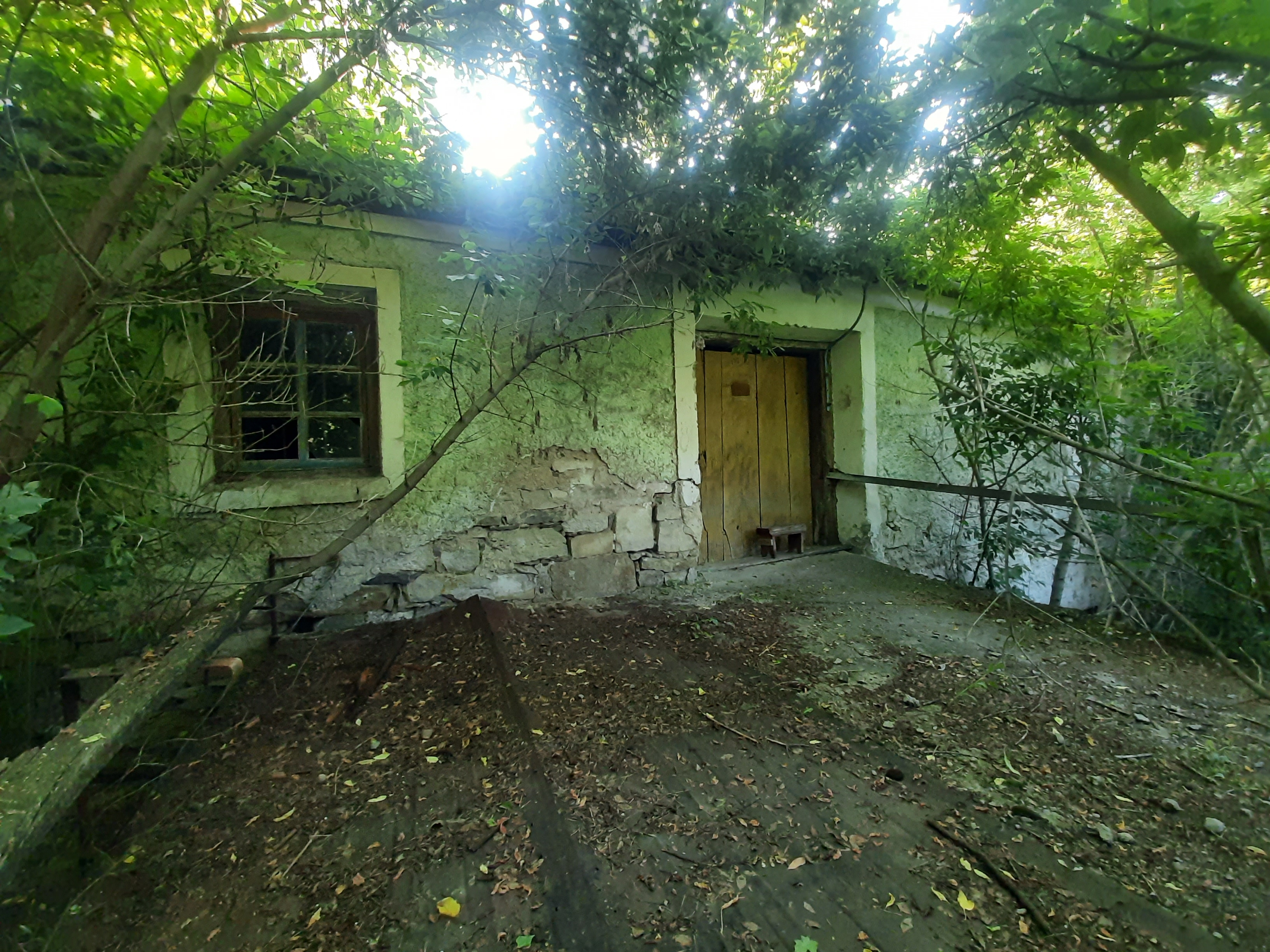
Старий млин
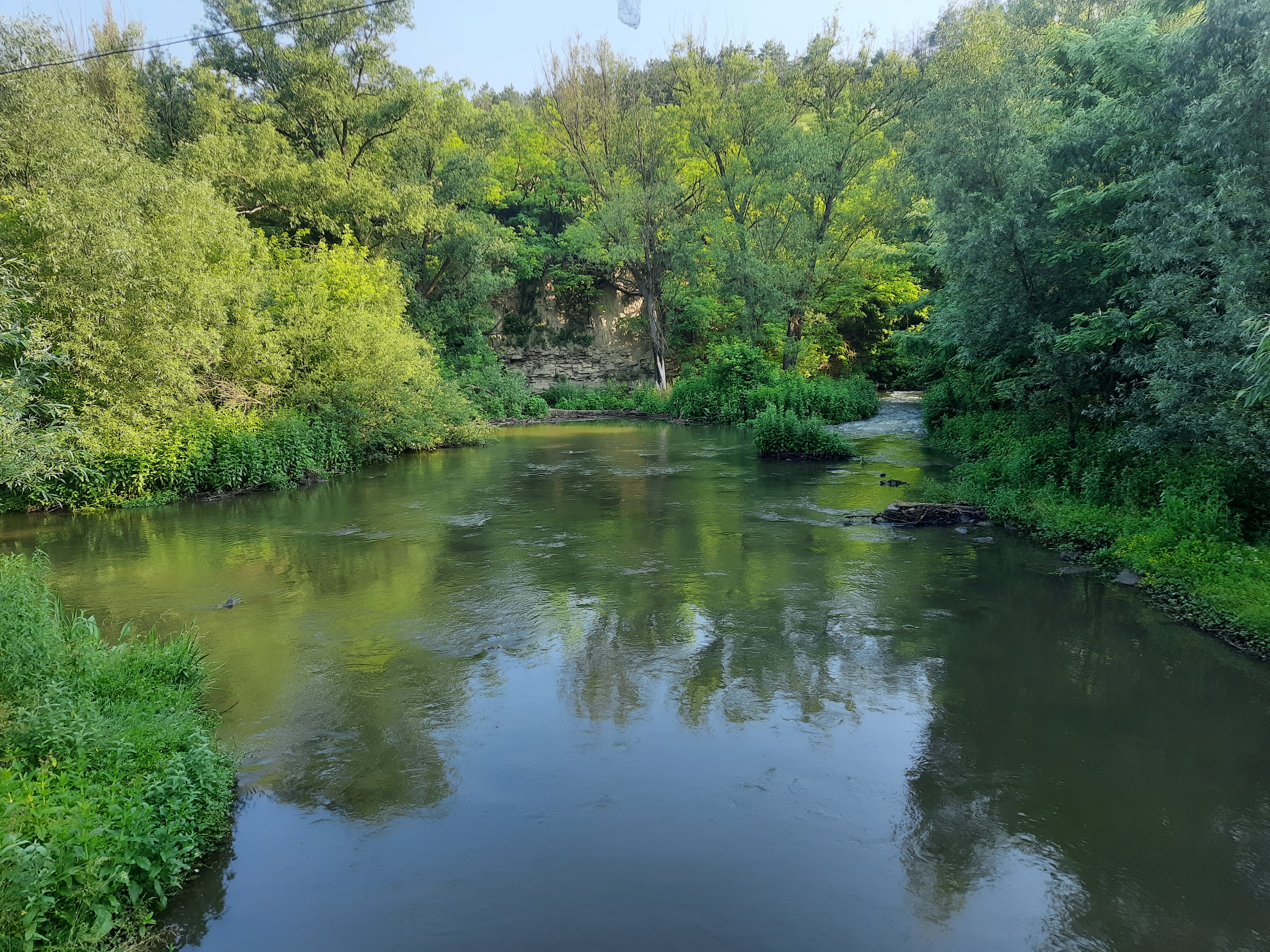
Річка Смотрич біля села